# Brigadas dos Gigantes
Brigada dos Gigantes (em árabe: قوات العمالقة) é uma unidade das forças especiais do exército iemenita, reformado em 2015, durante a Guerra Civil Iemenita.
A Brigada dos Gigantes combate os Houthis na região de Hodeida, participando da Batalha de Al Hudaydah. Em 12 de setembro de 2018, logo após o renascimento da batalha iniciada alguns meses antes, esta unidade tomou a estrada Kilo 16, separando Hodeida da capital Saná.